# Alois Včelička
Alois Včelička (4. listopadu 1871 Bohdanská Skála – ???) byl český a československý politik a meziválečný senátor za Komunistickou stranu Československa a později za odštěpeneckou formaci Komunistická strana Československa (leninovci).

## Biografie
Profesí byl krejčím v Jihlavě.
V parlamentních volbách v roce 1925 získal za KSČ senátorské křeslo v Národním shromáždění. V dubnu 1927 ho imunitní výbor senátu vydal krajskému soudu v Jihlavě ke stíhání pro spoluúčast na špionáži.
V roce 1929 byl v souvislosti s nástupem skupiny mladých, radikálních komunistů (takzvaní Karlínští kluci), kteří do vedení KSČ doprovázeli Klementa Gottwalda, odstaven od moci a vyloučen z KSČ. V parlamentu se stal členem nového poslaneckého klubu nazvaného Komunistická strana Československa (leninovci). V senátu zasedal do roku 1929.